# Fredric Brown
Fredric Brown, född 29 oktober 1906 i Cincinnati, Ohio, död 11 mars 1972 i Tucson, Arizona, var en amerikansk deckar- och science fictionförfattare. Han studerade ett år vid universitetet i Ohio, arbetade sedan på kontor och som korrekturläsare. Från och med 1947 kunde han ägna sig åt sitt författarskap på heltid. Av hälsoskäl flyttade han till New Mexico. Hans första deckarroman, Dom har hittat farsan (The fabulous clipjoint), utkom 1947 på engelska.

### Deckarna med privatdetektiverna Ed och Am Hunter
- Dom har hittat farsan (översättning Sven-Ingmar Pettersson, Lindqvist, 1977) (The fabulous clipjoint, 1947)
- Död dvärg i manegen (översättning Carl Sundell, Geber, 1949) (The dead ringer, 1948)
- Rött månsken (översättning Nenne Ramstedt, B. Wahlström, 1953) (The bloody moonlight, 1949)
- Med döden i hälarna (översättning Karl-Rune Östlund, B. Wahlström, 1952) (Compliments of a fiend, 1950)
- Döden har många dörrar (översättning Carl Sundell, Geber, 1952) (Death has many doors, 1951)

### Övriga deckare
- Tomtar på loftet (översättning Carl Sundell, Geber, 1950) (Murder can be fun, 1948)
- Det tysta skriet (översättning Carl Sundell, Geber, 1951) (The screaming Mimi, 1949)
- Mörkret kring Jenny (översättning Carl Sundell, Geber, 1953) (The far cry, 1951)
- Kanske en mördare (översättning Carl Sundell, Geber, 1954) (The deep end, 1952)
- Hans namn var döden (översättning Carl Sundell, Almqvist & Wiksell/Geber, 1955) (His name was death, 1954)
- Är jag den skyldige? (översättning Caj Lundgren, Wennerberg, 1958) (We all killed grandma, 1952)
- Ge signal tre-ett-två (översättning Lars Hermansson, Lindqvist, 1970) (Knock three-one-two, 1959)
- Vilddjurets märke samt novellen Vänd er inte om (översättning Lars Ekegren, Spektra, 1978) (The lenient beast, 1956, och Don't look behind you)

### Science fiction-romaner
- Mot stjärnorna (översättning Björn Nyberg, Wennerberg, 1959) (The lights in the sky are stars)
- Vilken vanvettig värld (översättning Börje Crona, Wennerberg, 1959) (What mad universe)
- Smekmånad i helvetet (översättning Inge R. L. Larsson, Lindqvist, 1970) (Daymares)
- Parasiten (okänd översättare, B. Wahlström, 1972) (The Mind Thing, 1961)
- De gröna männen (översättning Gabor Hont, Delta, 1980) (Martians, go home, 1955)

### Tillsammans medRobert Sheckley
- Tvekamp i kosmos (Tommy Schinkler, B. Wahlström, 1972) (Arena, 1944, och The Leech) (Två noveller)

## Priser
Edgarpriset för bästa debut för The fabulous clipjoint